# Economía de Luxemburgo
Luxemburgo, país con una economía pequeña pero estable y con elevada renta per cápita, gracias a su gran competitividad fiscal, muchas de las empresas multinacionales más grandes del mundo como Pepsi, Ikea, Accenture, Burberry, Procter & Gamble, Heinz, JP Morgan, FedEx, Amazon o Deutsche Bank, entre otras, se han instalado en Luxemburgo. Por otra parte, su proximidad con Francia, Bélgica y Alemania siempre ha facilitado un crecimiento económico sólido, baja inflación y reducido desempleo. Hoy, casi 60 % de su mano de obra es extranjera.
Su sector industrial, inicialmente dominado por el acero, es actualmente diversificado, e incluye productos químicos, caucho y otros. El sector financiero es responsable por 28% del producto interior bruto, y más que compensó la caída de participación del acero en la economía.Su lugar específico atrae turismo y gana moneda.
El país, así como otros de la Unión Europea, sufrió con la crisis que comenzó el 2008, pero el desempleo quedó abajo de la media de la UE. La economía se contrajo el 3,6 % en 2009, pero se recuperó el 2010 y el 2001

## Mercado laboral
El mercado laboral luxemburgués representa 445.000 puestos de trabajo ocupados por 120.000 luxemburgueses, 120.000 residentes extranjeros y 205.000 trabajadores transfronterizos. Estos últimos pagan sus impuestos en Luxemburgo, pero su formación y sus derechos sociales los paga su país de residencia. Lo mismo ocurre con los pensionistas. El gobierno luxemburgués siempre se ha negado a compartir parte de sus ingresos fiscales con las colectividades territoriales fronterizas francesas. Este sistema se considera una de las claves del crecimiento económico de Luxemburgo, pero en detrimento de los países fronterizos.

## Moneda
Su moneda anterior era el Franco luxemburgués; desde el 1 de enero de 1999 es el euro.
- Monedas de euro luxemburguesas

## Datos económicos de la población
Población ocupada : 265 800, datos de 2015
Nota: esto no incluye los trabajadores extranjeros. Además de los residentes en el país, todos los días 150.000 trabajadores cruzan la frontera, procedentes de Francia, Bélgica y Alemania - datos del año 2015.
En el año 2013, hubo aproximadamente 543.202 de habitantes
Población bajo el umbral de la pobreza: No hay datos

## Comercio exterior

### Importaciones

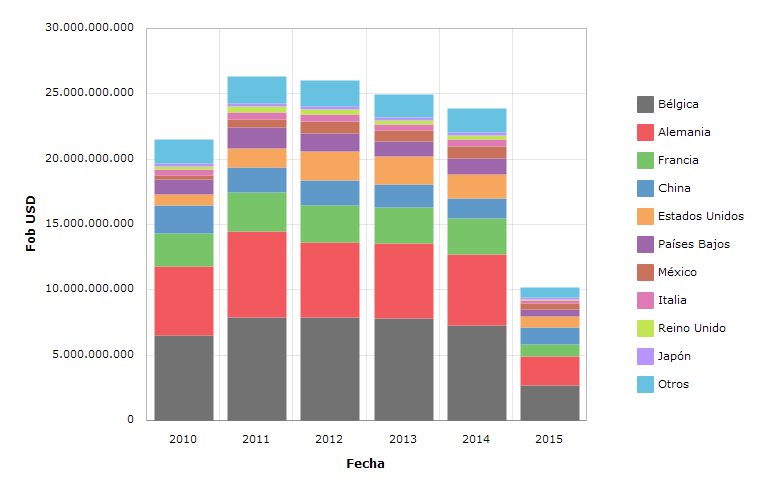
Importaciones de Luxemburgo del periodo 2010-hasta junio de 2015 expresadas en USD valor FOB. [http://trade.nosis.com/es/Comex/Importacion-Exportacion/Luxemburgo/Todas-las-posiciones-arancelarias/LU/00 Fuente

Se presentan a continuación las mercancías de mayor peso en las importaciones de Luxemburgo para el período 2010-hasta junio de 2015. Las cifras están expresadas en dólares estadounidenses valor FOB.
| Fecha Mercadería por capítulo arancelario | 2010           | 2011           | 2012           | 2013           | 2014           | enero-junio de 2015 |
| --- | -------------- | -------------- | -------------- | -------------- | -------------- | ------------------- |
| 85 - máquinas, aparatos y material eléctrico, y sus partes | 2.757.059.787  | 3.089.615.430  | 3.141.111.495  | 2.695.204.098  | 2.547.510.892  | 1.724.070.285       |
| 87 - vehículos automóviles, tractores, velocípedos y demás vehículos terrestres, sus partes y accesorios                                                                                             | 2.285.897.424  | 2.657.355.938  | 2.499.145.164  | 2.505.811.554  | 2.502.722.306  | 981.021.056         |
| 27 - combustibles minerales, aceites minerales y productos de su destilación; materias bituminosas; ceras minerales                                                                                  | 1.940.822.152  | 2.432.304.307  | 2.838.974.512  | 2.629.929.549  | 2.312.442.285  | 695.579.101         |
| 84 - calderas, máquinas, aparatos y artefactos mecánicos; partes de estas máquinas o aparatos | 2.726.907.598  | 2.070.555.504  | 2.076.475.365  | 1.968.731.528  | 2.065.267.805  | 907.754.550         |
| 72 - fundición, hierro y acero | 1.782.442.469  | 2.172.336.208  | 1.777.100.488  | 1.804.513.648  | 1.337.006.716  | 447.577.106         |
| 88 - aeronaves, vehículos espaciales y sus partes | 522.817.092    | 1.274.083.644  | 2.009.852.429  | 1.733.451.467  | 1.417.557.227  | 517.434.576         |
| 90 - instrumentos y aparatos de óptica, fotografía o cinematografía, de medida, control o precisión; instrumentos y aparatos medicoquirúrgicos; partes y accesorios de estos instrumentos o aparatos | 662.743.153    | 948.207.852    | 1.260.560.564  | 1.213.101.748  | 1.296.079.096  | 626.259.467         |
| 39 - plásticos y sus manufacturas | 953.304.958    | 1.122.567.781  | 1.063.665.179  | 1.101.622.622  | 1.151.369.128  | 483.649.272         |
| 40 - caucho y sus manufacturas | 311.632.194    | 1.176.060.511  | 883.096.743    | 762.484.939    | 679.062.941    | 260.872.820         |
| 30 - productos farmacéuticos | 495.120.402    | 643.504.977    | 618.502.173    | 579.543.692    | 514.715.987    | 205.343.163         |
| Demás capítulos | 7.035.298.485  | 8.754.959.534  | 7.848.956.556  | 7.979.754.453  | 8.071.117.934  | 3.343.330.276       |
| Total | 21.474.045.715 | 26.341.551.686 | 26.017.440.669 | 24.974.149.299 | 23.894.852.318 | 10.192.891.671      |

### Exportaciones

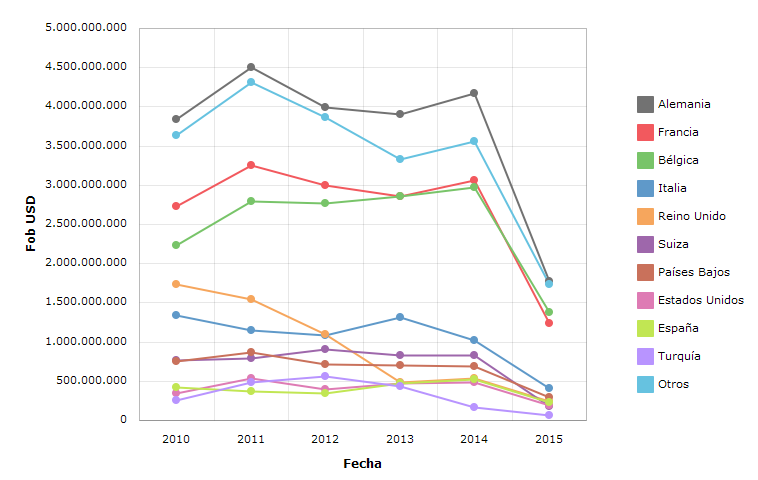
Exportaciones de Luxemburgo del periodo 2010-hasta junio de 2015 expresadas en USD valor FOB. [http://trade.nosis.com/es/Comex/Importacion-Exportacion/Luxemburgo/Todas-las-posiciones-arancelarias/LU/00 Fuente

Se presentan a continuación los principales socios comerciales de Luxemburgo para el periodo 2010-hasta junio de 2015. La mayoría de sus importadores están en Europa salvo Estados Unidos. Las cifras están expresadas en dólares estadounidenses valor FOB
| Fecha País importador | 2010           | 2011           | 2012           | 2013           | 2014           | enero-junio de 2015 |
| --------------------- | -------------- | -------------- | -------------- | -------------- | -------------- | ------------------- |
| Alemania              | 3.839.087.817  | 4.501.730.676  | 3.992.900.084  | 3.909.431.442  | 4.168.055.981  | 1.776.099.033       |
| Francia               | 2.727.730.497  | 3.257.938.862  | 2.991.834.209  | 2.853.341.393  | 3.063.737.823  | 1.242.732.633       |
| Bélgica               | 2.231.916.321  | 2.798.540.159  | 2.772.865.446  | 2.861.699.100  | 2.965.898.697  | 1.382.791.383       |
| Italia                | 1.333.802.505  | 1.147.587.712  | 1.079.427.705  | 1.308.798.156  | 1.021.209.133  | 410.058.294         |
| Reino Unido           | 1.734.746.690  | 1.547.480.565  | 1.102.868.763  | 481.243.562    | 531.148.405    | 240.936.330         |
| Suiza                 | 763.079.590    | 794.663.359    | 909.448.945    | 834.381.670    | 835.200.636    | 182.549.073         |
| Países Bajos          | 750.824.108    | 861.037.546    | 717.337.438    | 703.842.116    | 694.728.992    | 292.123.921         |
| Estados Unidos        | 346.102.283    | 536.916.390    | 401.405.604    | 470.478.203    | 485.362.048    | 188.987.681         |
| España                | 419.950.270    | 371.812.149    | 344.755.429    | 473.263.090    | 524.038.266    | 229.624.559         |
| Turquía               | 254.409.467    | 479.091.689    | 558.852.216    | 428.760.037    | 166.761.255    | 61.836.645          |
| Resto del mundo       | 3.633.544.731  | 4.312.967.387  | 3.864.636.901  | 3.334.074.906  | 3.552.872.904  | 1.729.447.261       |
| Total                 | 18.035.194.281 | 20.609.766.492 | 18.736.332.740 | 17.659.313.675 | 18.009.014.139 | 7.737.186.814       |